# Водни кончета
 Тази статия е за насекомите.  За рибите вижте Морски кончета.  
Водните кончета (Odonata) са разред хищни насекоми с непълно превръщане. Те са сравнително големи с издължено тяло, силно подвижна глава, големи фасетни очи и два чифта прозрачни крила с гъсти мрежести жилки. Описани са около 5900 вида водни кончета, от които в България са намерени 68 вида.

## Външен вид
При равнокрилите водни кончета предните и задни крила са тесни, с почти еднаква форма и големина, повдигнати нагоре и притиснати едно към друго. При разнокрилите водни кончета крилата имат различна форма, разположени са встрани и задните имат по-широка основа. Дължината на крилата достига 94 mm, а дължината на тялото 120 mm. Водните кончета са най-бързите и най-големи насекоми на земята. Могат да летят със скорост 30 km/h. Разликата във външния вид на възрастните насекоми на Anisoptera и Zygoptera е, че водното конче от първия вид не може да държи крилете си сгънати назад близо до тялото. Също така възрастното водно конче Anisoptera е с по-голямо и силно тяло от Zygoptera. В стадиите на ларва също се забелязват различия. Опашката на ларвата на Zygoptera е от три листо-подобни образувания, служещи и за плавници при плуване, а Anisoptera няма опашка, а три израстъка. И двата вида си приличат по това, че са много хищни както в нимфовия си, така и в стадия си на възрастно насекомо.

## Разпространение и местообитание
Водните кончета се срещат на всички континенти освен Антарктида. Вероятно водните кончета са еволюирали в тропичен климат, защото поне 75% от световното видовото разнообразие е концентрирано в тропиците. Има обаче и няколко рода (Aeshna, Somatochlora, Leucorrhinia), които са се приспособили към по-студения климат и се срещат предимно на по-голяма географска ширина.
Ларвите на водните кончета живеят в застояли или течащи водни басейни. Отделните видове обикновено са силно специализирани и имат специфични изисквания към водната среда – повърхностна или дънна, бавно- или бързотечаща, тинесто или каменисто дъно и т.н. Това позволява да бъдат използвани като биоиндикатори за състоянието на водните екосистеми.
Възрастните насекоми живеят по-кратко и основната им цел е размножаването. Затова се срещат в близост до местообитанията на ларвите, където снасят яйцата си – край реки и поточета, езера и блата.

## Поведение
Хранят се с други насекоми, които улавят в полет – мухи, пеперуди, пчели, оси и мравки. Като естествени врагове на комарите и други насекоми „вредители“, те се считат за полезни по отношение на човека. Възрастните водни кончета не проявяват агресия ('хапане', 'жилене') спрямо хората.

## Жизнен цикъл
Водните кончета са насекоми с непълно превръщане (непълна метаморфоза). Жизненият им цикъл започва от яйца. Те се полагат във земята, водата или калта. От яйцето се излюпва малко насекомо, което след няколко секунди се превръща в ларва на водно конче.
Ларвата на водното конче има големи очи и плътно издължено тяло. Преди да се превърне във възрастно насекомо, ларвата достига дължина до 40 mm. Оцветяването на тялото на ларвата е в черно, тъмнокафяво или тъмнозелено. Ларвовият стадий може да продължи няколко месеца. Това зависи от температурата на водата и от останалите хищници. Видовете, растящи в студена и бедна на храна вода, изминават по-дълъг нимфов стадий. Ларвата на водното конче живее по дъното на водния басейн или между водната растителност. Някои видове живеят в калта или между камъните. Поради добрата си окраска са много трудно откриваеми. Ларвите на водното конче се хранят с почти всичко, което се движи. Ларвите на по-малките видове се хранят с тубифекс, ларви на майски мухи, а по-големите хващат дори малки рибки. След като е достигнала определена зрялост, нимфата на водното конче излиза от водата (обикновено сутрин рано). Промяната на стадия се нарича излюпване. След като напусна водата, ларвата изчаква да изсъхне. След няколко часа кожата на гърба ѝ се разпуква и първо от нея се показва главата, след това тялото и краката. След това насекомото си почива известно време. След още няколко часа крилата са изсъхнали и възрастното водно конче е готово да отлети.

## Систематика
Водните кончета съставляват разреда Odonata, който традиционно е разделян на три подразреда:
- Zygoptera – Равнокрили водни кончета
- Anisoptera – Разнокрили водни кончета
- Anisozygoptera – Водни кончета с преходни белези между другите два подразреда

От тези подразреди Anisozygoptera се оказва най-проблематичен и според повечето одонатолози е парафилетичен. В много от съвременните класификационни схеми дори не се използва.
Монофилията на Zygoptera и Anisoptera е оспорвана от някои съвременни филогенетични изследвания и няма консенсус за техните граници.
Морфологичният анализ на Andrew Rehn (2003) въз основа на 122 признака потвърждава монофилията както на Anisoptera, така и на Zygoptera и потвърждава полифилията на Anisozygoptera.
Saux et al (2003), въз основа на молекулярни анализи, потвърждават монофилията на Anisoptera, но отхвърлят тази на Zygoptera която става монофилетична при премахване на сем. Lestidae.
В някои класификационни схеми Anisoptera и Anisozygoptera се обединяват в монофилетичния подразред Epiprocta.